# Brian Faust
Brian Faust (* 12. Januar 1999 in Atlanta, Georgia) ist ein US-amerikanischer Leichtathlet, der sich auf den Sprint spezialisiert hat. Mit der US-amerikanischen 4-mal-400-Meter-Staffel wurde er 2025 in Nanjing Hallenweltmeister.

## Sportliche Laufbahn
Brian Faust wuchs in Stone Mountain, Georgia, auf und studierte von 2017 bis 2019 an der Purdue University sowie später an der University of Kansas. Erste internationale Erfahrungen sammelte er im Jahr 2024, als er bei den Hallenweltmeisterschaften in Glasgow mit 47,11 s in der ersten Runde im 400-Meter-Lauf ausschied. Im Jahr darauf gewann er bei den Hallenweltmeisterschaften in Nanjing in 45,47 s die Silbermedaille hinter seinem Landsmann Christopher Bailey und siegte mit der US-amerikanischen 4-mal-400-Meter-Staffel in 3:03,13 min gemeinsam mit Elija Godwin, Jacory Patterson und Christopher Bailey.
2024 wurde Faust US-amerikanischer Hallenmeister im 400-Meter-Lauf.

## Persönliche Bestzeiten
- 200 Meter: 20,34 s (+0,4 m/s), 14. Juli 2024 in La Chaux-de-Fonds
  - 200 Meter (Halle): 20,87 s, 1. Februar 2025 in Gent
- 400 Meter: 45,28 s, 16. Juli 2024 in Luzern
  - 400 Meter (Halle): 45,47 s, 17. Februar 2024 in Albuquerque